# Enosis achelous
Enosis achelous är en fjärilsart som beskrevs av Carl Plötz 1882. Enosis achelous ingår i släktet Enosis och familjen tjockhuvuden. Inga underarter finns listade i Catalogue of Life.